# Вентворт Милер
Вентворт Ерл Милер III (енгл. Wentworth Earl Miller III; Чипинг Нортон, 2. јуна 1972) амерички је глумац, аутор и модел. Био је номинован за Златни глобус. Његова битна улога је у америчкој серији Бекство из затвора (главни лик Мајкл Скофилд).

## Живот и каријера
Милеров отац је афроамеричког, сомалијског, Јамајчанског, јеврејског, енглеског и немачког порекла, док му је мајка руског, француског, сиријског и либанског порекла. У једном интервјуу Милер је рекао „Мој отац је црн, али моја мајка је бела“.
Милер је рођен у Чипинг Нортону, где му је отац живео и студирао. Његова породица се после завршетка студирања његовог оца преселила у Бруклин (Њујорк, САД), док је Вентворт био још младић. Вентворт има две сестре, Леју и Ђилиан. Милер је похађао средњу школу Мидвуд у Бруклину. Био је члан СИНГ-а, музичке продукције која је била основана у Мидвуду. После школе, Вентворт се уписао на универзитет у Принстону, где је студирао енглеску књижевност.

### Каријера
Милерова прва улога је била у АБЦ-овој мини-серији Динотопија. После више наступа у другим мини-серијама, Милер је 2003. био друга главна улога у филму Трагови на души (енгл. The Human Stain), где је играо лик Ентонија Хопкинса, Колмена Силка, у млађим данима.
Милер је 2005. године добио понуду да глуми Мајкла Скофилда у драмској серији Бекство из затвора. У серији Вентворт глуми Мајкла Скофилда, брата Линколна Бароуза који је осуђен за убиство брата потпредседнице САД. Мајкл је смислио савршен план за његово избављање из затвора.
2005. Вентворт је био номинован за златни глобус за „најбољег глумца у драмској серији”.

## Филмографија
| Год.       | Српски назив        | Оригинални назив | Улога               |
| ---------- | ------------------- | ---------------- | ------------------- |
| Телевизија |                     |                  |                     |
| 2015.      |                     |                  |                     |
| 2014—      |                     |                  |                     |
| 2013.      |                     |                  |                     |
| 2011.      | Доктор Хаус         |                  |                     |
| 2009.      |                     |                  |                     |
| 2009.      |                     |                  | Мајкл Скофилд       |
| 2009.      | Породични човек     |                  |                     |
| 2005—2017. | Бекство из затвора  |                  | Мајкл Скофилд       |
| 2005.      | Шапат духова        |                  | наредник Пол Адамс  |
| 2005.      |                     |                  | Рајан Хантер        |
| 2002.      | Динотопија          |                  | Дејвид Скот         |
| 2000.      |                     |                  | Мајк Палмијери      |
| 2000.      |                     |                  | Нелсон              |
| 2000.      |                     |                  | Адам Ротчајлд Рајан |
| 1998.      | Бафи, убица вампира |                  | Гејџ Петронзи       |
| Филм       |                     |                  |                     |
| 2015.      |                     |                  |                     |
| 2015.      |                     |                  |                     |
| 2014.      |                     |                  |                     |
| 2013.      |                     |                  |                     |
| 2012.      |                     |                  |                     |
| 2012.      |                     |                  |                     |
| 2010.      |                     |                  |                     |
| 2005.      |                     |                  | ЕДИ (глас)          |
| 2005.      |                     |                  | затвореник          |
| 2003.      | Подземни свет       |                  | др Адам Локвуд      |
| 2003.      |                     |                  | млади Колман Силк   |
| 2001.      |                     |                  |                     |